# Belles-Forêts
Belles-Forêts ist eine französische Gemeinde mit 231 Einwohnern (Stand 1. Januar 2022) im Département Moselle in der Region Grand Est (bis 2015 Lothringen).

## Geografie
Die Gemeinde Belles-Forêts liegt am Saarkanal und dem Naubach, etwa 14 Kilometer nordwestlich von Sarrebourg. Das Gemeindegebiet ist Teil des Regionalen Naturparks Lothringen. Charakteristisch für die Umgebung sind die zahlreichen Weiher und Teiche. Auf dem Gebiet der Gemeinde befinden sich unter anderem die Teiche Nolweyer, Chirrweyer und Breiweyer.

## Geschichte
Die Gemeinde Belles-Forêts wurde am 8. September 1973 geschaffen und besteht aus den beiden Dörfern Angviller-lès-Bisping (Angweiler), das erstmals 775 als Hiohannivillare erwähnt wurde, und Bisping (Bisping).
Bis zum 1. Januar 1986 gehörte auch der Ort Desseling dazu.
Der Ortsname bezieht sich auf die ausgedehnten Waldgebiete, aus denen die Gemeinde hauptsächlich besteht.

### Bevölkerungsentwicklung
| Jahr      | 1962 | 1968 | 1975 | 1982 | 1990 | 1999 | 2007 |
| Einwohner | 286  | 280  | 231  | 227  | 242  | 238  | 258  |

## Sehenswürdigkeiten

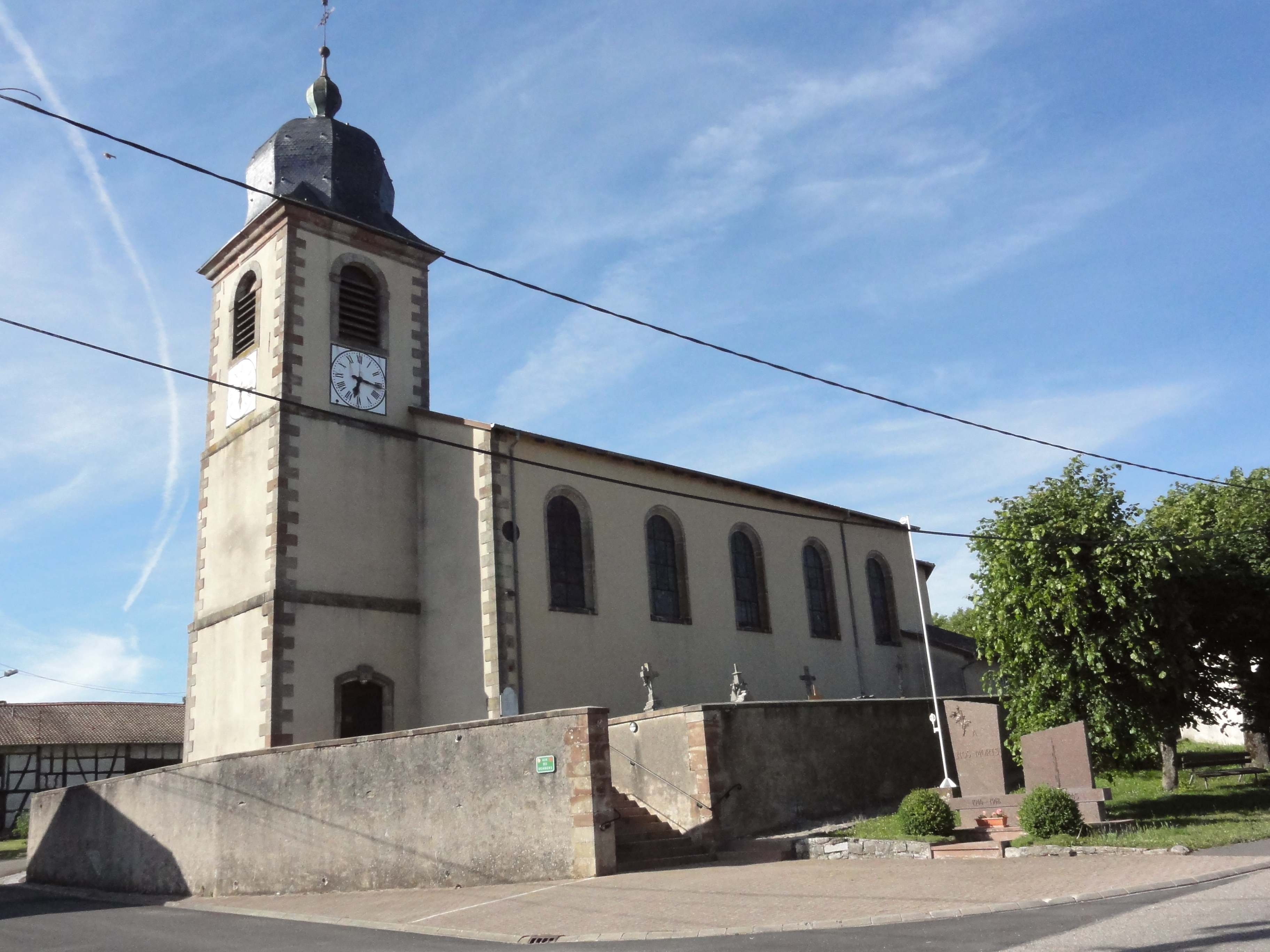
Kirche Saint-Remi
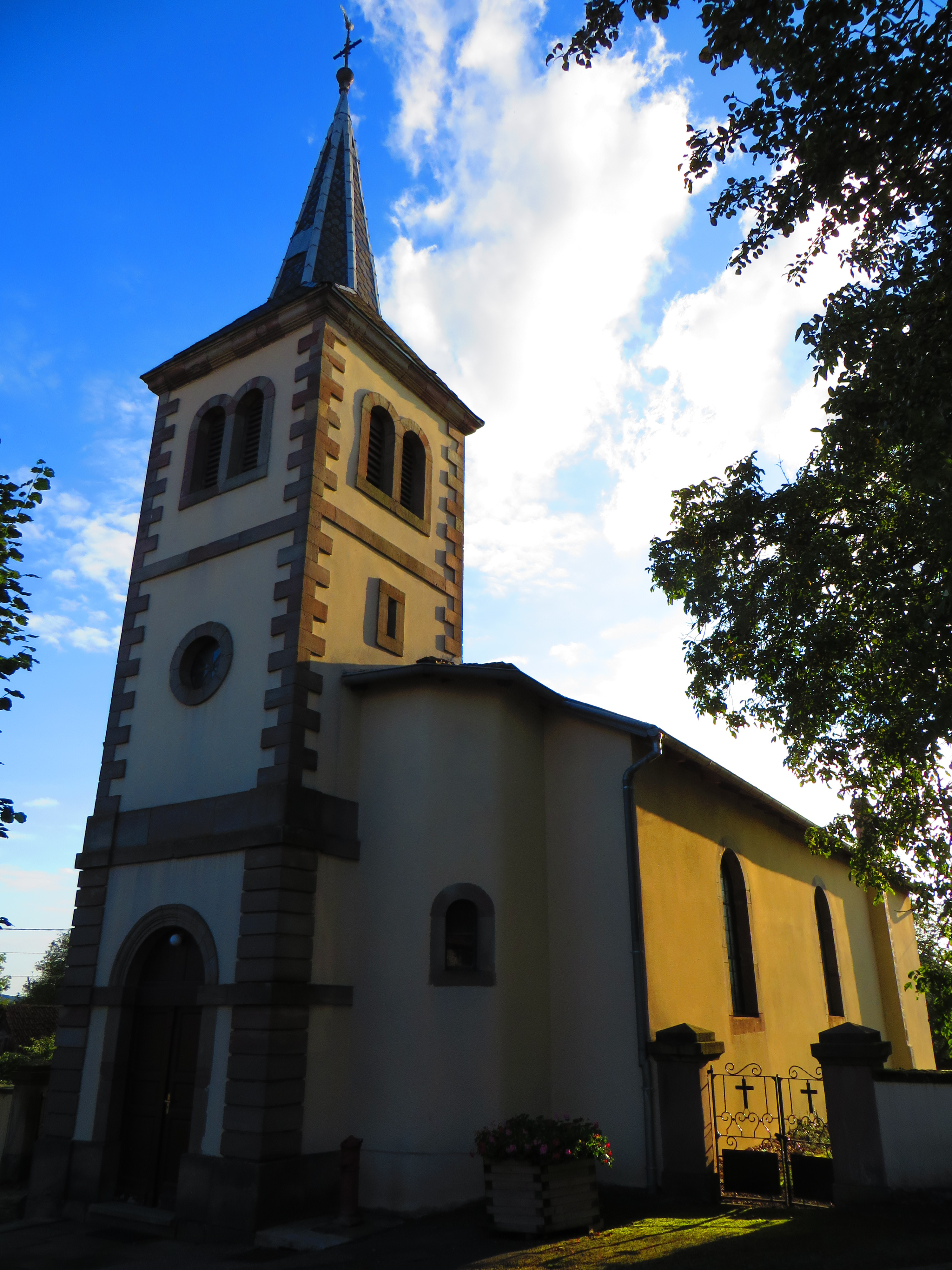
Kirche Notre-Dame
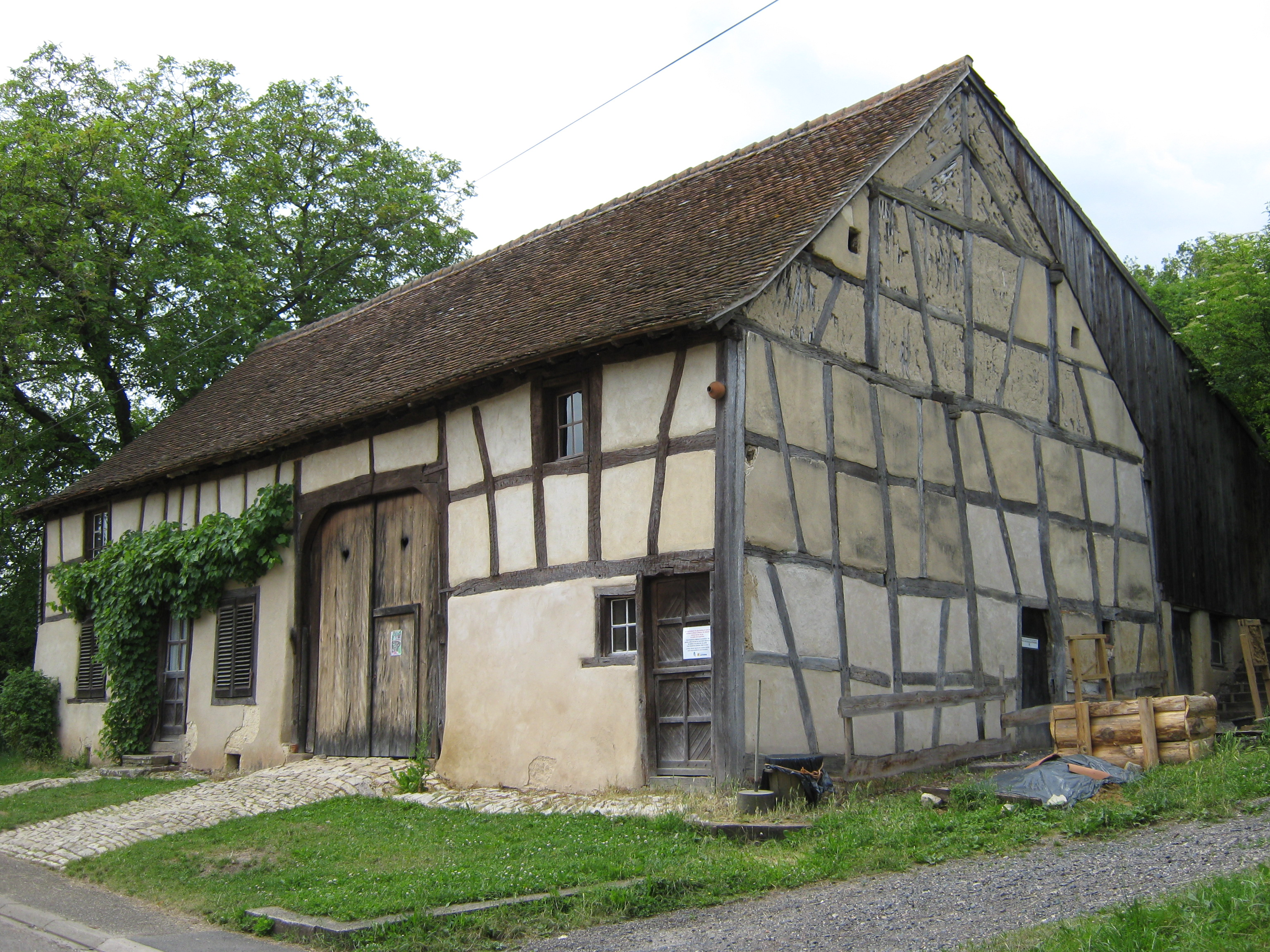
Denkmalgeschütztes massives Fachwerkhaus (Maison du Clement)
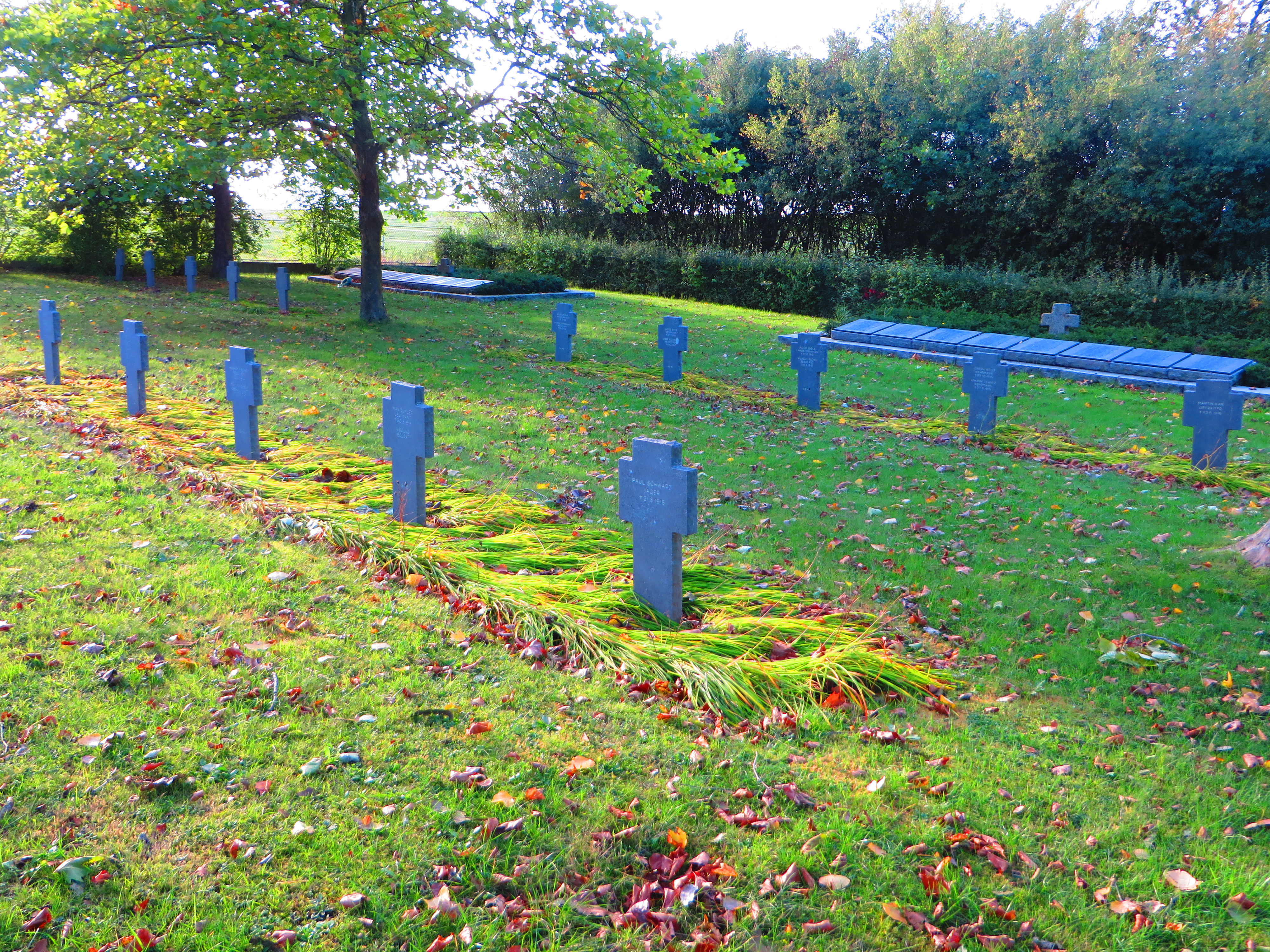
Soldatenfriedhof des Deutsch-Französischen Krieges